# Diecéze San Miniato
Diecéze San Miniato (latinsky Dioecesis Sancti Miniati) je římskokatolická diecéze v italské oblasti Toskánsko, která tvoří součást Církevní oblasti Toskánsko. Je sufragánní vůči arcidiecézi florentské.

## Stručná historie
San Miniato je poprvé zmiňováno v 8. století, od roku 1526 zde byl infulovaný probošt kolegiátní kapituly. Florencie měla zájem na zřízení nové diecéze již od počátku 15. století. K založení nové diecéze došlo až v roce 1622 díky úsilí Marie Magdaleny Habsburské, vdovy po toskánském velkovévodovi Cosimovi II. Papež Řehoř XV. založil diecézi bulou Pro excellenti z 5. prosince 1622. K diecézi bylo připojeno 115 farností arcidiecéze Lucca, které byly na území Toskánského velkovévodství.